# Street Fighter EX3
Street Fighter EX3 es la tercera entrega de la saga poligonal (tridimensional) de la serie Street Fighter. Salió en exclusiva para la consola PlayStation 2 (no hubo versión para arcades previamente) a mediados del año 2000 en Japón. El juego, como SFEX y EX2, volvió a ser programado por Arika, bajo la supervisión de Capcom, También marca el final de la trilogía de videojuegos principales que componen dicha saga. 
Street Fighter EX3 salió a la venta la misma semana en que salió al mercado japonés la consola PlayStation 2 (04/03/2000). Por estas prisas, el juego no quedó todo lo optimizado que debería (ver la sección más abajo para conocer detalles). Las principales novedades de Street Fighter EX3 eran tres: unos gráficos más espectaculares, un modo TAG por parejas y la posibilidad de editar un luchador con movimientos personales.

## Apartados técnicos
Los gráficos eran en principio parecidos a los de Street Fighter EX2, pero el tamaño de los luchadores era mayor y estos poseían más detalles (pelos, ropas, músculos y expresiones faciales más complejas). A pesar de esto, los movimientos carecían de realismo, al no utilizar técnicas de motion capture para animar a los personajes. Los escenarios también sufrieron mejoras. Aunque no se podía interactuar con ellos (similar a lo que pasaba en las entregas de Tekken en PlayStation), éstos incluían varios planos de scroll, eran más detallados y corrían a una resolución mayor. También se agregaron más efectos de luz y explosiones distintas que aparecían al usar algún poder especial, incluidos los movimientos finales. Este juego fue de los primeros, junto con Fantavision, en mostrar una gran cantidad de efectos de partículas y de luz en el Playstation 2.
Los efectos sonoros y voces se mantenían con respecto a Street Fighter EX y Street Fighter EX2 pero con una calidad digital mayor.

## Personajes

### Personajes iniciales
- Ryu
- Ken Masters
- Sakura Kasugano
- Blanka
- Hokuto
- Dhalsim
- Nanase
- Sharon
- C. Jack
- Zangief
- Ace
- D. Dark
- Skullomania
- Guile
- Vega
- Chun-Li

### Personajes ocultos (desbloqueables)
- Darum Mister
- Pullum Purna
- Shadow Geist
- M. Bison
- Sagat
- Garuda
- Kairi
- Area
- Vulcano Rosso
- Evil Ryu
- M. Bison II

## Novedades jugables
La jugabilidad incluye, como se desmostraba antes, la novedad de jugar en modo TAG por parejas. Al empezar una partida, el jugador selecciona a un luchador y se permite escoger que camino seguir entre varias opciones. Los combates no siempre son 1 VS 1. También había casos de 1 VS 3, 1 VS 2 o incluso 2 VS 2. Era impresionante observar a cuatro luchadores en pantalla a la vez pegándose y realizando mil y un combos. La partida consiste, como siempre, en ir avanzando por el modo Arcade hasta llegar y derrotar al malvado M. Bison. Al ir derrotando enemigos, al final del combate se puede reclutar a uno de los personajes enemigos para luchar en el bando del jugador en los siguientes combates. El modo TAG no era un simple añadido, ya que existían golpes exclusivos que solo podían hacerlo determinadas parejas. Por ejemplo: Parejas de luchadores como: Ryu y Ken, Chun-Li y Guile, Hokuto y Nanase, Cracker Jack y Vulcano Rosso, Zangief y Darun Mister, Blanka y Dhalsim, etc. Estos golpes por parejas se llamaban "Meteor Tag Combo", y eran totalmente espectaculares, a pantalla completa. Otros golpes como los Super Combos, Super Cancels o los Meteor Combos se mantenían. Incorporaron técnicas nuevas como el Momentary Combo (interrumpir un movimiento para realizar otro), el Emotional Flow (un luchador recibía toda la energía del compañero cuando caía derrotado, alcanzando el nivel 6 de Super Combos, capaz de hacer 2 Meteor Combos seguidos, que no es poco). 
El modo TAG era muy parecido al de Tekken Tag Tournament. Si el jugador posee en su equipo a otro luchador en la reserva, bastaba con pulsar el botón R3 para cambiarlo por el otro. Una vez hecho el relevo, no se podía volver a efectuar el cambio hasta que se rellenara una barra situada debajo de la barra mágica llamada "Stand By". Dicha barra se rellenaba poco a poco sola, y una vez llena se podía volver a efectuar relevos.
Otra de las novedades venían con la inclusión de un nuevo luchador llamado Ace. Este luchador no poseía, de entrada, ninguna técnica ni golpes especiales. El jugador debía de entrenarlo en el modo "Character Edit", donde, a base de superar pruebas parecidas a las de los modos Training de los Street Fighter EX y EX2, se obtienen puntos de experiencia que pueden canjearse por nuevos movimientos para Ace. Al principio solo se pueden aprender técnicas de otros luchadores, pero al alcanzar niveles superiores, Ace podía aprender sus propios movimientos, sin duda los más impactantes y dañinos de todo el juego (destacando su Meteor Combo, llamado "Galaxy"). El juego incorporaba los modos de juego "Original Mode" (el modo de juego principal), "Arena Mode" (donde se puede jugar a varios tipos de combate como el Tag Battle (2 VS 2), Dramatic Battle (el jugador controla a dos luchadores a la vez contra un oponente controlado por la CPU), Team Battle (se forma un equipo de luchadores y la CPU otro y se lucha por turnos 1 VS 1) y el Multiplay Mode (aquí podían jugar de dos a cuatro jugadores en un combate todos contra todos), Character Edit Mode (el mencionado modo para editar a Ace), Training Mode (el clásico modo de prácticas) y Options Mode (para modificar varios parámetros del juego como la dificultad, tiempo, etc.). 
Hay que decir que al principio del juego solo hay disponibles 16 luchadores, que son: Ryu, Ken, Chun-Li, Ace, Guile, Balrog, Blanka, Cracker Jack, Dhalsim, Doctrine Dark, Hokuto, Nanase, Sakura, Sharon, Skullomania y Zangief, pero a medida que se supera el "Original Mode" con todos los personajes, se desbloquean 11 más: Area, Darun Mister, Garuda, Kairi, Pullum Purna, Sagat, Shadow Geist, M. Bison, Vulcano Rosso, Evil Ryu y M. Bison II, lo que hace una cifra total de 27 luchadores. Se echa en falta la aparición de Akuma (derrotado por Garuda), que no fue incluido en la plantilla, a pesar de que rescataron a Sakura (que desapareció en Street Fighter EX2). 
Como curiosidad, mención especial a la pantalla de los créditos finales. En esta pantalla, a medida que iban pasando los créditos, es posible jugar a un minijuego en el que el jugador controla al luchador que había escogido para jugar y pelea contra decenas y decenas de luchadores, mientras que un contador situado en la parte superior derecha cuenta el número de enemigos abatidos. No había ninguna recompensa por derrotar a un número concreto, pero no se puede negar que resultaba divertido (quizás un poco estridente debido a los gritos que producían los enemigos al derrotarlos).

## Lanzamiento japonés prematuro
Como se ha mencionado al principio del artículo, el juego no salió muy optimizado cuando se puso a la venta. Street Fighter EX3 tenía que salir a la fuerza el mismo día en que PlayStation 2 saliese al mercado, y eso hizo que ni Arika ni Capcom pudiese pulir el juego del todo. Esto hizo que el juego saliese al mercado con unas ralentizaciones exageradas. No solo se ralentizaba cuando había en pantalla muchos efectos de luz y partículas, si no que se ralentizaba cuando le venía en gana, lo que afectaba a la jugabilidad de forma negativa. A causa de esto, el juego tardó bastante en distribuirse en EE. UU. y en Europa, ya que para ello la propia Capcom reprogramó el juego desde cero, corrigiendo esas ralentizaciones y retocando algunos detalles gráficos. Street Fighter EX3 salió 7 meses después en EE. UU. (24/10/2000) y ni más ni menos que un año en Europa (02/03/2001). De todas formas, estos problemas no impidieron que Street Fighter EX3 se descubriera como un juego divertido y jugable, aunque sus gráficos no apuntaban tan alto como Tekken Tag Tournament (que salió en la misma fecha).
- Datos: Q1607833